# 킬리안 음바페
킬리안 음바페(프랑스어: Kylian Mbappé Lottin, 프랑스어 발음: [ki.ljan m͡ba.pe] ( 듣기), 1998년 12월 20일 ~ )은 프랑스의 축구 선수로 포지션은 공격수이다. 현재 라리가의 레알 마드리드 소속이다.

## 어린 시절
음바페는 1998년 12월 20일 파리 19구에서 태어났다. 음바페 가족들은 운동 선수 출신이다. 아버지인 윌프리드는 카메룬 출신으로 축구 선수로 활동다 은퇴 후 파리 북동부의 교외 도시인 봉디를 연고로 한 유소년 축구팀인 AS 봉디의 감독을 맡았다. 어머니인 파이자 라마리는 알제리 출신으로 핸드볼 선수로 활동했으며, 2001년까지 프랑스 리그인 디비지옹1에서 선수 생활을 했다. 또한 음바페의 부모는 자이르 국가대표 축구 선수였던 켐보 우바 켐보의 아들인 지레스 켐보 에코코를 양자로 받아들여 키웠다. 에코코도 축구 선수로 활동했으며, 음바페의 의붓형이 되었다. 또한 음바페에게는 8살 어린 동생인 에단 음바페가 있다.
어린 시절에 아버지의 직장이 있는 봉디로 이사하여 그 곳의 가톨릭 계열 학교에서 교육을 받았다. 크리스티아누 호날두와 지네딘 지단과 같은 축구 스타들을 우상으로 삼았으며, 그들의 포스터를 방에 붙여놓으며 축구 선수의 꿈을 키웠다. 6살 때인 2004년에 아버지가 감독으로 있는 AS 봉디에 유소년 선수로 입단했고, 세바스티앵 코르시아와 조나탕 이코네 같은 미래의 프랑스 국가대표 선수들과 함께 뛰기도 했다.
2011년부터 다른 1998년생 유소년 축구 선수들과 함께 클레르퐁텐 국립 기술 단지에서 축구 훈련을 받았고, 평일에는 AS 봉디, 주말에는 클레르퐁텐에서 훈련을 하는 일상을 보냈다. 또한 아르노 노르댕과 함께 프랑스 유력 언론사인 르 몽드에서 언론학 교육을 받기도 했다. 이 시기 음바페의 부모는 지롱댕 보르도의 스카우터인 야니크 스토피라와 만남을 가지는 등 음바페가 본격적으로 프로 유소년 선수로 뛸 프로 축구팀을 물색했고, 음바페는 이 과정에서 지롱댕 보르도와 SM 캉 등 프랑스 연고 축구팀과 첼시 FC, 레알 마드리드 등의 유럽 명문 축구팀의 관심을 받았다. 음바페는 첼시의 디디에 드로그바와 자신의 우상이기도 한 레알 마드리드의 크리스티아누 호날두와 직접 만나며 해당 클럽의 유소년팀과 훈련을 가지기도 하였고, 훗날 프로 축구 선수가 된 음바페는 레알 마드리드에서의 경험을 인터뷰에서 여러 번 언급하기도 했다. 이후 2013년 클레르퐁텐 축구 교육을 수료한 음바페는 AS 모나코 유소년팀에 입단하였다.

## 구단 경력
- 2015년 12월 2일 모나코 소속으로 SM 캉과의 경기에서 프로 무대에 데뷔하였다.
- 2017년 7월 파리 생제르맹으로 임대 이적한 후 2018년 8월 완전 이적했다.
- 2022년 5월 22일 파리 생제르맹은 음바페와 2024년까지 2년계약에 1년 연장 옵션을 삽입한 재계약을 체결했다.

## 국가대표팀 경력
2016년 7월 독일에서 열린 2016년 유럽 U-19 선수권 대회에 프랑스 청소년 국가대표로 참가하였다. 준결승 상대인 포르투갈과의 경기에서 득점한 2골을 포함하여 대회 통산 5골을 넣었으며, 팀의 우승에 기여했다.
2017년 3월 룩셈부르크와 스페인과의 경기를 갖기 위해 프랑스 축구 국가대표팀에 처음으로 소집되었다. 그는 3월 25일 3-1로 승리한 2018년 FIFA 월드컵 예선 원정 경기인 룩셈부르크와의 경기에서 78분에 디미트리 파예트와 교체 투입되면서 A매치에 처음으로 출전했다. 당시 그의 나이는 18세 3개월 5일로 프랑스 축구 국가대표로 출전한 두 번째로 어린 선수가 되었다. 2017년 8월 31일 네덜란드와의 2018년 월드컵 예선 경기에서 첫 성인 국가대표 골을 기록했다. 또한, 자신의 첫 월드컵 인2018년 FIFA 월드컵을 우승했다 이듬해인 2018년 3월에는 러시아 대표팀과의 친선 경기에서 2골을 넣었다.
2022년 FIFA 월드컵 결승전에서는 아르헨티나와 맞붙었는데 아르헨티나의 골키퍼 에밀리아노 마르티네스가 지키는 골대에 패널티킥 2개, 필드골 1개, 승부차기 1개 도합 4번 모두 뚫어냈지만 그러고도 팀이 졌다. 이렇게 되는 바람에 음바페는 2022년 FIFA 월드컵에서 득점왕 하나만 수상했으며 팀은 아르헨티나에게 우승을 빼앗기고 준우승에 머물렀다.
2023년 3월 21일, 프랑스 국가대표팀 감독 디디에 데샹은 음바페가 위고 요리스의 뒤를 이어 프랑스 국가대표팀의 새로운 주장이 되었다고 발표했다.

## 기타
- 2018년 FIFA 월드컵 당시에는 키가 176cm였으나 당시 음바페는 성장기였으며 2025년이 되자 키가 180cm까지 성장했다.

## 사건 및 사고

### 더티 플레이 논란
킬리안 음바페는 축구 잘하는 걸 무슨 권력이라도 되는 줄 착각한다. 참 멍청하고 미련하다. - 거스 히딩크
파리 생제르맹에 소속된 초창기부터 음바페는 더티 플레이가 많았다. 2018 러시아 월드컵 당시 4강전 때 후반 46분쯤 스로인을 시도하는 척하면서 필드에 공을 몰고 가는 더티 플레이로 시간을 끄는 행위를 보였다. 태클을 당한 후 태클한 선수를 밀어버려 퇴장당한다든지, 본인이 반칙을 해 놓고 피해자인 척하는 등 몰상식적인 무식한 행위가 잦았다. 이러한 비매너 행위로 인해서 킬리안 음바페는 많은 국민들에게 비난받았다.

### 친분 과시 논란
킬리안 음바페가 정치인, 기업인들과 친분을 과시해서 논란이 되었다. AS 모나코 부사장과 사진을 찍어서 킬리안 음바페가 여론의 뭇매를 맞았다. 이에 대해서 카를로 안첼로티 감독은 "축구 선수는 정치인도 기업인도 아니다. 정치인이나 기업인이 공을 차냐."고 말을 하며 킬리안 음바페의 행위를 지적했다. 더 나아가 주급에서 까겠다는 말까지 했다.

### 코뼈 골절 부상
2024년 6월 18일 경기 중 코뼈가 골절되었다. 프랑스 매체 'TF1'에 따르면 데샹 감독은 "음바페의 코뼈가 골절된 모양", 감독은 "운동 선수는 팔다리만 붙어 있으면된다"고 하며 반창고로 대체했다.

### 비매너 행위
유로 2020을 앞두고 불가리아와 가진 평가전에서 올리비에 지루와 몸싸움을 벌였다. 이후 국민들에게 뭇매를 맞았고 해명했으나 킬리안 음바페의 미개한 행위에 대해서 공분이 씻어지지 않았다.

## 출전 통계
| 구단          | 시즌    | 리그 | 리그 | 리그 | 리그컵 | 리그컵 | 리그컵 | 내셔널 컵 | 내셔널 컵 | 내셔널 컵 | 대륙 | 대륙 | 대륙 | 기타 | 기타 | 기타 | 합계 | 합계 | 합계 |
| 구단          | 시즌    | 출전 | 득점 | 도움 | 출전   | 득점   | 도움   | 출전      | 득점      | 도움      | 출전 | 득점 | 도움 | 출전 | 득점 | 도움 | 출전 | 득점 | 도움 |
| ------------- | ------- | ---- | ---- | ---- | ------ | ------ | ------ | --------- | --------- | --------- | ---- | ---- | ---- | ---- | ---- | ---- | ---- | ---- | ---- |
| 모나코        | 2015-16 | 11   | 1    | 1    | 1      |        |        | 1         |           |           | 1    |      | 1    |      |      |      | 14   | 1    | 2    |
| 모나코        | 2016-17 | 29   | 15   | 8    | 3      | 3      |        | 3         | 2         | 2         | 9    | 6    |      |      |      |      | 44   | 26   | 10   |
| 모나코        | 2017-18 | 1    |      |      |        |        |        |           |           |           |      |      |      | 1    |      |      | 2    | 0    | 0    |
| 파리 생제르맹 | 2017-18 | 27   | 13   | 8    | 4      |        | 2      | 5         | 4         | 3         | 8    | 4    | 3    |      |      |      | 44   | 21   | 16   |
| 파리 생제르맹 | 2018-19 | 29   | 33   | 7    | 2      |        |        | 4         | 2         | 3         | 8    | 4    | 5    |      |      |      | 43   | 39   | 15   |
| 파리 생제르맹 | 2019-20 | 20   | 18   | 5    | 3      | 2      | 3      | 3         | 4         | 1         | 10   | 5    | 5    | 1    | 1    |      | 37   | 30   | 14   |
| 파리 생제르맹 | 2020-21 | 31   | 27   | 7    |        |        |        | 5         | 7         | 1         | 10   | 8    | 2    | 1    |      |      | 47   | 42   | 10   |
| 파리 생제르맹 | 2021-22 | 35   | 28   | 17   |        |        |        | 3         | 5         | 1         | 8    | 6    | 4    |      |      |      | 46   | 39   | 22   |
| 파리 생제르맹 | 2022-23 | 34   | 29   | 6    |        |        |        | 1         | 5         | 1         | 8    | 7    | 3    |      |      |      | 43   | 41   | 10   |
| 파리 생제르맹 | 2023-24 | 23   | 21   | 4    |        |        |        | 4         | 7         | 3         | 8    | 6    |      | 1    | 1    |      | 36   | 35   | 7    |
| 레알 마드리드 | 2024-25 | 34   | 31   | 3    |        |        |        | 4         | 2         |           | 14   | 7    | 1    | 4    | 3    | 1    | 56   | 43   | 5    |
| 합산          | 합산    | 274  | 216  | 66   | 13     | 5      | 5      | 33        | 38        | 15        | 84   | 53   | 24   | 8    | 5    | 1    | 412  | 317  | 111  |

## 수상

#### 모나코
- 리그 1: 2016-17

#### 파리 생제르맹
- 리그 1: 2017-18, 2018-19, 2019-20, 2021-22, 2022-23, 2023-24
- 쿠프 드 프랑스: 2017-18, 2019-20, 2020-21
- 쿠프 드 라 리그: 2017-18, 2019-20
- 트로페 데 샹피옹: 2019, 2020
- UEFA 챔피언스리그 : 준우승 (2019-20)

#### 레알 마드리드
- UEFA 슈퍼컵 : 2024
- FIFA 인터컨티넨탈컵 : 2024

#### 프랑스 축구 국가대표팀
- FIFA 월드컵: 우승 (2018), 준우승 (2022)
- UEFA 네이션스리그: 2020-21
- UEFA U-19 유로 : 2016

### 개인
- 리그 1 올해의 선수 : 2018-19, 2020-21, 2021-22, 2022-23, 2023-24
- 리그 1 올해의 영플레이어 : 2016-17, 2017-18, 2018-19
- 리그 1 올해의 팀 : 2016-17, 2017-18, 2018-19, 2020-21, 2021-22, 2022-23, 2023-24
- 리그 1 득점왕 : 2018-19, 2019-20, 2020-21, 2021-22, 2022-23, 2023-24
- 리그 1 도움왕 : 2021-22
- 리그 1 이 달의 선수 12회
- 라리가 득점왕 : 2024-25
- 라리가 시즌의 팀 : 2024-25
- 라리가 이 달의 선수 1회
- UEFA 챔피언스리그 시즌의 스쿼드 : 2016-17, 2019-20, 2020-21, 2021-22
- UEFA 챔피언스리그 득점왕 : 2023-24 (공동)
- UEFA 올해의 팀 : 2018
- UEFA 네이션스리그 파이널 득점왕 : 2021
- UEFA U-19 유로 대회 베스트 : 2016
- FIFA 월드컵 득점왕, 실버볼 : 2022
- FIFA 월드컵 영플레이어, 드림팀: 2018
- FIFPro 월드 11: 2018, 2019, 2022, 2023
- ESM 올해의 팀 : 2022-23, 2023-24
- 유로피언 골든슈 : 2024-25
- 골든 보이: 2017
- 코파 트로피: 2018
- 게르트 뮐러 트로피 : 2024
- 프랑스 올해의 선수 : 2018, 2019, 2022
- 최우수 프랑스 해외 선수 ; 2024-25
- 글로브 사커 올해의 선수 : 2021, 2024

#### 수훈
- 레지옹 도뇌르 훈장 슈발리에급(2018년 12월 31일)

#### 발롱도르
- 2017년: 7위
- 2018년: 4위
- 2019년: 6위
- 2021년: 9위
- 2022년: 6위
- 2023년: 3위
- 2024년: 6위